# Toast Hawaii
Il toast Hawaii è un piatto tedesco. Trattasi di un toast riscaldato farcito con una fetta di ananas, una di prosciutto, una di formaggio fuso e una ciliegia al maraschino.

## Storia
Il toast Hawaii è stato inventato, o quantomeno reso noto, nel 1955 dal cuoco tedesco Clemens Wilmenrod che, secondo alcuni, si sarebbe ispirato al "Grilled Spamwich" della Spam, la cui ricetta era stata pubblicata nel 1939. Dal momento che i prodotti dell'azienda americana non erano reperibili in Germania, Wilmenrod ha deciso di sostituire la carne Spam con del prosciutto. In seguito, durante gli anni 1950, il toast di Wilmenrod è divenuto popolare nella Germania occidentale. Secondo molti, dal toast Hawaii sarebbe derivata la pizza con l'ananas, anche nota come pizza hawaiana.